# جورج ديفيد كامينز
جورج ديفيد كامينز (بالإنجليزية: George David Cummins)‏ هو قسيس أمريكي، ولد في 11 ديسمبر 1822 في ديلاوير في الولايات المتحدة، وتوفي في 26 يونيو 1876 في لوثرفيل ‏ في الولايات المتحدة.

## وصلات خارجية
- جورج ديفيد كامينز على موقع الموسوعة البريطانية (الإنجليزية)